# エイドリアン・ビドル
エイドリアン・ビドル（Adrian Biddle, 1952年7月20日 - 2005年12月7日）は、イギリス・ロンドン出身の映画撮影監督。

## 経歴
若い頃は水泳の選手で、それがきっかけとなって水中写真の専門家のアシスタントとなる。その頃、スタッフとして『女王陛下の007』といった映画の製作に携わる。その後、リドリー・スコットの持つ広告会社で働くようになる。スコットが映画製作にシフトした時に裏方として現場で働くようになり、『エイリアン』でもカメラクルーの一員として活躍。その後、広告に戻り、Appleのコマーシャル『1984』などを制作。
1986年、リドリー・スコットからの推薦を受け、ジェームズ・キャメロンの『エイリアン2』で撮影監督となる。1991年、『テルマ&ルイーズ』でアカデミー撮影賞にノミネートされた。
2005年12月に心臓発作で死去した。

## 主な作品
- エイリアン2 Aliens (1986)
- プリンセス・ブライド・ストーリー The Princess Bride (1987)
- ウィロー Willow (1988)
- テルマ&ルイーズ Thelma & Louise (1991)
- 1492 コロンブス 1492: Conquest of Paradise (1992)
- シティ・スリッカーズ2/黄金伝説を追え City Slickers II: The Legend of Curly's Gold (1994)
- ジャッジ・ドレッド Judge Dredd (1995)
- 101 101 Dalmatians (1996)
- 危険な動物たち Fierce Creatures (1997)
- ブッチャー・ボーイ The Butcher Boy (1997)
- イベント・ホライゾン Event Horizon (1997)
- ホーリーマン Holy Man (1998)
- 007 ワールド・イズ・ノット・イナフ The World Is Not Enough (1999)
- ハムナプトラ/失われた砂漠の都 The Mummy (1999)
- 102 102 Dalmatians (2000)
- ギャングスター・ナンバー1 Gangster No. 1 (2000)
- 悪魔の呼ぶ海へ The Weight of Water (2000)
- ハムナプトラ2/黄金のピラミッド The Mummy Returns (2001)
- サラマンダー Reign of Fire (2002)
- シャンハイ・ナイト Shanghai Knights (2003)
- ブリジット・ジョーンズの日記 きれそうなわたしの12か月 Bridget Jones: The Edge of Reason (2004)
- Vフォー・ヴェンデッタ V for Vendetta (2005)